# パーミンダ・ナーグラ
パーミンダ・ナーグラ（Parminder Kaur Nagra、ਪਰਮਿੰਦਰ ਕੌਰ ਨਾਗਰਾ、1975年10月5日 - ）は、イギリス出身の女優。

## 来歴

### 生い立ち
両親がインドからの移民であるため、彼女はパンジャーブ語も流暢に話す。彼女のファースト・ネームである「Parminder」を、元のパンジャーブ語の発音に沿って、日本語でのカタカナ書きでは「パルミンダル」となる。
学生時代はビオラを弾いていたが、後に演技に興味を持つようになった。

### キャリア
イギリスのテレビに顔を出していた程度だったが、2002年に『ベッカムに恋して』で、サッカーに夢中になる主人公の女子高生に抜擢された。
『ER緊急救命室』（シーズン10〜）で演じているインターンのニーラ・ラスゴートラはイギリスに移民したインド人夫婦の娘ということになっており、彼女が医学生の頃（10シーズン）、パンジャーブ語のラップでダンスをするシーンがあった。また、劇中でもビオラを弾いていたという設定にもなっている。

### 私生活
写真家のジェームズ・ステンソンと7年間交際し結婚。2008年12月に妊娠していることを明らかにし、2009年5月28日に男児が誕生した。

## フィルモグラフィー

### 映画
| 年   | 邦題/原題                                            | 役名                               | 備考     |
| ---- | ---------------------------------------------------- | ---------------------------------- | -------- |
| 2002 | ベッカムに恋して Bend It Like Beckham                | ジェスミンダー・"ジェス"・バームラ |          |
| 2004 | アン・ハサウェイ 魔法の国のプリンセス Ella Enchanted | アレイダ                           |          |
| 2008 | バットマン ゴッサムナイト Batman: Gotham Knight      | カサンドラ                         | 声の出演 |
| 2018 | バード・ボックス Bird Box                            | ラファム医師                       |          |
| 2019 | ファイブ・フィート・アパート Five Feet Apart         | ハミッド医師                       |          |

### テレビ
| 年          | 邦題/原題                                           | 役名                           | 備考                                          |
| ----------- | --------------------------------------------------- | ------------------------------ | --------------------------------------------- |
| 2003 - 2009 | ER緊急救命室 ER                                     | ニーラ・ラスゴートラ           | シーズン10 - 15: メインキャスト 129エピソード |
| 2010        | ジャッジメント ～NY法廷ファイル～ The Whole Truth   | パイアー・シラジー             | 1エピソード                                   |
| 2012        | ALCATRAZ/アルカトラズ Alcatraz                      | ルシール・"ルーシー"・バナジー | メインキャスト 11エピソード                   |
| 2012        | トロン: ライジング Tron: Uprising                   | エイダ                         | 声の出演 1エピソード                          |
| 2013        | サイク/名探偵はサイキック? Psych                    | レイチェル                     | 4エピソード                                   |
| 2013 - 2014 | THE BLACKLIST/ブラックリスト The Blacklist          | ミーラ・マリク                 | シーズン1: メインキャスト                     |
| 2015        | NCIS:LA 〜極秘潜入捜査班 NCIS: Los Angeles          | エラ・デサイ                   | 1エピソード                                   |
| 2016        | エージェント・オブ・シールド Agents of S.H.I.E.L.D. | エレン・ナディール上院議員     | 5エピソード                                   |
| 2019        | エレメンタリー Elementary                           | 特別捜査官マリク               | 2エピソード                                   |
| 2023        | マターナル〜母なる医師たち〜                        |                                |                                               |

## 備考
「Parminder」に含まれる“inder”とは、インドラ神（帝釈天）のことであり、ヒンドゥー教では男性によくつけられる名前である。しかしシク教徒は女性にも男性の名前をつけるため、男性の名前を持つ彼女はシク教徒であることがうかがえる。さらに、「王女」を意味するKaurはシク教女性独特の苗字である（彼女の本名はParminder Kaur Nagra。）。